# Opsiphanes notandus
Opsiphanes notandus är en fjärilsart som beskrevs av Hans Ferdinand Emil Julius Stichel 1904. Opsiphanes notandus ingår i släktet Opsiphanes och familjen praktfjärilar. Inga underarter finns listade i Catalogue of Life.